# آرون ويلفورد
آرون ويلفورد (بالإنجليزية: Aron Wilford)‏ هو لاعب كرة قدم بريطاني، ولد في 14 يناير 1982 في سكاربورو في المملكة المتحدة. لعب مع لينكولن سيتي أف سي ونادي بارو ونادي ستاليبريدج سيلتيك ونادي سكاربورو ونادي ميدلزبره ونادي هاروجيت تاون ونادي يورك سيتي.

## وصلات خارجية
- آرون ويلفورد على موقع قاعدة بيانات كرة القدم.إي يو (الإنجليزية)
- آرون ويلفورد على موقع Soccerbase.com (لاعب) (الإنجليزية)